# Iniistius celebicus
Iniistius celebicus là một loài cá biển thuộc chi Iniistius trong họ Cá bàng chài. Loài cá này được mô tả lần đầu tiên vào năm 1856.

## Từ nguyên
Từ định danh của loài cá này trong tiếng Latinh có nghĩa là "thuộc về Celebes" (hậu tố –icus: "thuộc về"), là tên gọi trước đây của đảo Sulawesi (Indonesia), nơi mẫu gốc được tìm thấy.

## Phạm vi phân bố và môi trường sống
I. celebicus có phạm vi phân bố ở Tây Thái Bình Dương. Từ quần đảo Ogasawara và quần đảo Ryukyu (Nhật Bản), phạm vi của I. celebicus trải dài về phía nam đến đảo Đài Loan, khắp Philippines và các nhóm đảo phía đông - nam của Indonesia; phía đông đến đảo Liên bang Micronesia, quần đảo Mariana, quần đảo Marshall, quần đảo Solomon và quần đảo Samoa; xa nhất ở phía đông là đến quần đảo Hawaii.
I. celebicus sống gần các rạn san hô trên nền đáy cát ở độ sâu khoảng từ 6 đến ít nhất là 15 m.

## Mô tả
Chiều dài cơ thể tối đa được ghi nhận ở I. celebicus là 16,5 cm. Trán dốc và cứng chắc là điểm đặc trưng của hầu hết các loài thuộc chi Iniistius. Điều này giúp chúng có thể dễ dàng đào hang dưới cát bằng đầu của mình.
Cơ thể của I. celebicus có màu nâu xám nhạt, trắng ở thân dưới. Một vệt đốm rất to màu vàng nâu sẫm hoặc màu đỏ thẫm pha đen ở một bên thân, sau nắp mang. Từ giữa thân, một vệt đốm màu vàng nâu hoặc nâu sẫm kéo dài đến cuống đuôi. Các vây có màu trắng mờ hoặc vàng nhạt.
Số gai ở vây lưng: 9; Số tia vây mềm ở vây lưng: 12; Số gai ở vây hậu môn: 3; Số tia vây mềm ở vây hậu môn: 12.

### Trích dẫn
- J. E. Randall; J. L. Earle (2002). “Review of Hawaiian Razorfishes of the Genus Iniistius (Percifonnes: Labridae)” (PDF). Pacific Science. 56 (4): 389–402. Bản gốc (PDF) lưu trữ ngày 5 tháng 2 năm 2022. Truy cập ngày 23 tháng 2 năm 2021.